# Gymnodia marshalli
Gymnodia marshalli är en tvåvingeart som först beskrevs av Malloch 1921.  Gymnodia marshalli ingår i släktet Gymnodia och familjen husflugor. Inga underarter finns listade i Catalogue of Life.